# ستاره داوود: شکارچی دختر زیبا
ستاره داوود: شکارچی دختر زیبا (به انگلیسی: Star of David: Hunting for Beautiful Girl) فیلمی در ژانر درام، ترسناک، جنایی، اروتیک و رومانتیک به کارگردانی نوریفومی سوزوکی بر اساس کتابی به سبک کمیک ژاپنی (به انگلیسی: Manga) و به همین نام، نوشته ماساکی ساتو (۱۹۳۷) و فیلم‌نامه‌ای از آتسوشی یاماتویا محصول سال ۱۹۷۹ کشور ژاپن می‌باشد. این فیلم در ژاپن با نام Dabide no hoshi: Bishôjo-gari (به ژاپنی: 堕靡泥の星 美少女狩り) شناخته می‌شود.

## بازیگران
- شان دومون (تاتسویا چینو)
- نتسوکو یاشیرو (جوون یاشیاجی)
- آسامی اوگاوا (کیومی نیشیزاکی)
- هیرومی نامینو (یومیکو)
- ری اوکاموتو (سائکو)
- یوکا اساگیری (ماچیکو)
- هیروشی ناوا (یاسوهیسا چینو)
- یوکو آسوکا (توکی چینو)
- شوهی یاماموتو (جنپی هیروکاما)

## داستان
در یک شب تاریک و طوفانی، جانی خطرناک و سابقه دار، «جنپی هیروکاما» که در شهر تاگاوا به جرم تجاوز و قتل یک دختر دبیرستانی تحت تعقیب است؛ با فرار از چنگال پلیس، وارد خانه «یاسوهیسا چینو» و همسرش «توکی چینو» که زوجی ثروتمند و ممتاز هستند، می‌شود؛ و در مقابل چشمان شوهر، به زن جوان یاسوهیسا تجاوزجنسی می‌کند. چندی بعد پسری به نام «تاتسویا» که حرام‌زاده هیروکاما است، به دنیا می‌آید. تاتسویا ۲۰ ساله، در مشورت با دوست پدرش و دختر او «یومیکو» در سالگرد مرگ پدر، از قصد خود مبنی بر فروش زمین ۳۰۰ مترمربعی واقع در نریما-کو، به قیمت یک میلیون ین برای بازسازی خانه پدری می‌گوید.
تاتسویا باخواندن دفترچه خاطرات ناپدری‌اش، نامهربانی و خشونت‌های او را به خودش، که همراه با خیانت‌ها، بستن و کتک زدن‌های مادرش به جرم مورد تجاوز قرارگرفتنش است؛ را به‌یاد می‌آورد. مادرش توکی، خودکشی می‌کند؛ و پدرش نیز در طوفان دریا جان خود را از دست می‌دهد؛ اما تاتسویا زنده می‌ماند؛ و وارث سه میلیارد و نهصد میلیون ین می‌شود. تاتسویا قسم می‌خورد به مانند پدرش، آدمی شرور، فاسد و خدمت‌گذار شیطان شود.
او به قصد انتقام از آخرین معشوقه ناپدری‌اش «سائکو»، که در حضور مادرش، با ناپدری‌اش نزدیکی می‌کرد؛ شروع می‌کند. او با دعوت و سپس مسموم کردن سائکو، او را به زیرزمین خانه منتقل و به او تجاوز کرده، شلاقش می‌زند. تاتسویا جشن تولد خود را با حضور دوستان، یومیکو و پدرش برگزار می‌کند؛ او در فرصت بدست آمده به زیر زمین رفته، سائکو را که معلق است؛ را به قتل می‌رساند؛ و به او تجاوز می‌کند. پلیس با آزمایش اسپرم به دست آمده از جنازه رها شده سائکو، مجدداً مظنون به هیروکاما می‌شود. از طرفی هیروکاما، که باخواندن مقاله‌ای در روزنامه، پسرش تاتسویا را شناسایی کرده‌است؛ همچنان به اعمال جنایت‌کارانه خود ادامه می‌دهد؛ و با ربودن دختران دبیرستانی به آن‌ها تجاوز و آن‌ها را به قتل می‌رساند.
تاتسویا با نام جعلی «آساهینا» از روزنامه «روزنامه آساهی»، دختری به نام «کیومی نیشیزاکی» سخنران برتر کشور از دبیرستان «آکیتا» را با ادعا مصاحبه با «فویوکو کامیساکا» منتقدی از توکیو، اغوا می‌کند و با بی‌هوش کردن نیشیزاکی او را به خانه‌اش برده، به بند می‌کشد. تاتسویا با شرط گذشتن از جان نیشیزاکی از او می‌خواهد، به مانند کتاب «داستان او» برده‌اش شود؛ و روبه‌روی او و درهنگام پخش ویدیو سخنرانی‌اش، خودارضایی کند. با فلش بک مشخص می‌شود، تاتسویا در کلاس تاریخ دبیرستان، با جنایت‌های آلمان نازی در قتل‌عام یهودیان و قراردادن «ستاره داوود» روی سینه‌های آنان و همچنین شکنجه‌های قرون وسطایی، آشنا شده‌است. او نیشیزاکی را به همان صورت، تحت شکنجه قرار می‌دهد.
از طرفی یومیکو از تاتسویا می‌خواهد که زندگی مشترکی را باهم شروع کنند. آن‌ها هنگام پیاده‌روی با خواننده‌ای محبوب به نام «جوون یاشیاجی» آشنا می‌شوند؛ که مردم برای گرفتن امضاء به سمتش هجوم می‌برند. تاتسویا اکنون با نیشیزاکی که برده و اسیر او است، خوش‌رفتاری می‌کند و نیشیزاکی دیگر از او متنفر نیست؛ و حتی از او درخواست تنبیه و نزدیکی می‌کند. بعد از رابطه دهانی نیشیزاکی و سکس، تاتسویا او را درحالی که بی‌هوش است؛ در ساحل دریای شهر نامازو رها می‌کند.
تاتسویا با گذاشتن پیغامی از طرف سوپراستاری به نام «ریجی کوریارا»، یاشیاجی را می‌فریبد؛ و به عنوان راننده کوریارا به دنبال او به هتل می‌رود؛ و در راه او را به همراه مستخدمش «ماچیکو»، بی‌هوش و سپس اسیر خود می‌کند. در این میان، رابطه‌ای احساسی بین تاتسویا و یومیکو شکل می‌گیرد؛ و تاتسویا در هنگام اسب‌سواری به او ابراز عشق می‌کند. یومیکو از او می‌خواهد که او را تصاحب کرده، با او نزدیکی کند؛ اما تاتسویا می‌گوید که او در قلبش است. در زیرزمین خانه این‌بار تاتسویا، ماچیکو و یاشیاجی را در قفس زندانی می‌کند. در مجلات این‌گونه به نظر می‌رسد، که یاشیاجی به‌خاطر عشق، ناپدید شده‌است.
تاتسویا از ماچیکو می‌خواهد که دوش بگیرد. ماچیکو در هنگام حمام برای او تعریف می‌کند که بکارت خود را با یک «ملوان آمریکایی» در «اوکیناوا» از دست داده‌است؛ و تاتسویا به او قول می‌دهد که اگر از دستوراتش اطاعت کند، در مورد او استثنا قائل شود. سپس آن‌ها با هم و در روبه‌روی یاشیاجی نزدیکی می‌کنند. در این بین یومیکو که از مراسم چای عمه‌اش به خانه تاتسویا می‌آید؛ و از رفتار آن‌روزش عذرخواهی می‌کند. تاتسویا به او می‌گوید پرنده قبلی‌اش را آزاد کرده و در حال آموزش دو پرنده جدید است.
یاشیاجی که به خاطر غیبت، آهنگش از لیست پخش تلویزیون حذف شده، به تاتسویا بی‌احترامی می‌کند؛ و تاتسویا او را شلاق می‌زند؛ و از او می‌خواهد که اقرا کند که فاحشه است. سپس از میچیکو می‌خواهد که او را شلاق بزند. میچیکو در حال شلاق زدن یاشیاجی، اعتراف می‌کند که یاشیاجی، او را به ملوان فروخته و بکارتش را از او گرفته‌است. در حالی که تاتسویا و میچیکو پشت میز غذا می‌خورند. یاشیاجی مجبور است، برهنه و غذایش را از روی کف زمین بخورد. میچیکو از تاتسویا می‌خواهد که روبه‌روی یاشیاجی با او سکس کند. اما در همین لحظه یاشیاجی با صندلی به تاتسویا حمله کرده و با زدن ضربه‌ای به سرش او را زخمی و تلاش به فرار می‌کند.
یاشیاجی موفق به فرار نمی‌شود و تاتسویا او را گرفته، به زیرزمین برمی‌گرداند. اما میچیکو خود را به خارج خانه می‌رساند؛ اما گرفتار هیروکاما که برای دیدن پسرش آمده، می‌شود. تاتسویا با همکاری پدرش، به میچیکو تجاوز کرده، در حالی که به نظر می‌رسد یاشیاجی نیز مجنون شده‌است؛ میچیکو را خفه و در جنگل رها می‌کنند. پلیس جنازه را شناسایی می‌کند. یاشیاجی که روانی شده، آزاد می‌شود؛ اما به بالای برجی رفته، برهنه به رقص می‌پردازد؛ و تاتسویا او را با تفنگ دوربین‌دار به قتل می‌رساند.
با فلش بک متوجه می‌شویم؛ تاتسویا بعد از خواندن دفترچه خاطرات ناپدری‌اش، او را به دریا می‌برد؛ و با دورشدن از ساحل و گرفتار شدن در طوفان، یاسوهیسا را به دریا می‌اندازد. یومیکو با در خواست تاتسویا، و با گذاشتن نامه‌ای برای پدرش خود را در لب ساحل، به او می‌رساند. روز موعود فرا می‌رسد و تاتسویا با دربند کردن یومیکو به او می‌گوید، که می‌خواهد بداند که کدام یک برنده می‌شوند؛ خدای یومیکو یا شیطان تاتسویا. او با معرفی پدرش به یومیکو، که اکنون زندانی است؛ یومیکو را به بند می‌کشد؛ و با خوراندن آب او را مجبور به ادرارکردن در مقابل‌اش می‌کند. تاتسویا با برهنه کردن یومیکو، و آزادکردن پدرش، به او اجازه می‌دهد، به یومیکو تجاوز کند. یومیکو زمزمه می‌کند:
"پرودگارا، تو هستی‌که بدی‌ها را از پیش‌روی اعمال خیر برمی‌داری. و شرارت‌ها را به خوبی بازمی‌گردانی. این تو هستی که می‌توانی به ما نور ارزانی کنی."
ناگهان نوری از صلیب گردن یومیکو به چشم هیروکاما می‌رسد. اما او بی‌توجه به معجزه با خواباندن یومیکو روی تخت، به او تجاوز می‌کند؛ اما در حالی‌که قصد خفه کردن یومیکو را دارد؛ تاتسویا با انداختن طناب به دورگردنش، او را حلق آویز کرده و از بین می‌برد. یومیکو که قلبش از اعمال تاتسویا به درد آمده‌است؛ به تاتسویا نزدیک می‌شود. تاتسویا مادرش را در وجود یومیکو عاشق می‌بیند؛ و صلیب کنار عکس مادر تاتسویا قرار می‌گیرد. آن‌ها به هم پیوند می‌خورند و با همبسترشدن با هم شب را به سکس می‌پردازند.
صبح فردا یومیکو با گذاشتن نامه و ابراز عشق به تاتسویا از قصد خود بر خودکشی می‌نویسد؛ و اعتراف می‌کند که تابستان پیش با رابطه‌جنسی با پدرش، به او خیانت کرده‌است؛ و عجیب‌تر آنکه قبل از اینکه ستاره داوود را از تاتسویا دریافت کند؛ و هنگامی که پا به دنیای لذات شهوانی گذاشته‌است؛ احساس کرده به تاتسویا نزدیک‌تر شده‌است؛ و فهمیده که هیچ‌گاه نخواهد توانست با تاتسویا ازدواج کند. در نامه، یومیکو قتل هیروکاما را به‌گردن می‌گیرد؛ چون منی او داخل واژن یومیکو است. تاتسویا وقتی به یومیکو می‌رسد؛ که او با پوشیدن لباس عروس، خود را حلق آویز کرده‌است.
تاتسویا در بیداری و رویاگونه، دختری را می‌بیند که به سمت او می‌دود و از او دور می‌شود؛ و تلاش او برای رسیدن به دختر خندان که یومیکو است؛ بی‌فایده است.
تا زمانی که ما از خدا متنفریم، او سکوت می‌کند؛ اما او به زندگی در ذهن ما ادامه می‌دهد.

## تولید
شرکت نیککاتسو قدیمی‌ترین و بزرگ‌ترین استودیوی فیلمسازی ژاپن، در تلاشی بسیار موفق برای جلوگیری از ورشکستگی در سال ۱۹۷۱، با ساخت چند مجموعه «پورنو رُومی» محبوب و مورد ستایش منتقدان، وارد ژانر «فیلم صورتی» شد. با این حال، سال ۱۹۷۴ ثابت شد که سال سخت دیگری برای استودیو در گیشه است. ساخت این نوع فیلم‌های سینمایی که در ردهٔ فیلم‌های صورتی و سبک پورنو رومی دسته‌بندی می‌شوند؛ شرکت نیک‌کاتسو را از سقوط مالی دهه ۱۹۷۰ نجات دادند؛ و از سال ۱۹۶۵ تا ۲۰۱۴ ادامه پیدا کرده‌است. از اونیروکو دان خالق رُمان برجسته گل و مار (به ژاپنی: 花と蛇) که در ساخت و تولید تعداد بسیاری ازفیلم‌ها مورد اقتباس قرار گرفته‌است؛ و تقریباً تمام داستان‌های ایشان فیلمبرداری شده‌اند؛ می‌توان به عنوان پیش‌گام این سبک در ژاپن نام برد. طرفداران رُمان اونیروکو دان در ژاپن، به صورت یک فرقه مطرح هستند.

## انتشار
این فیلم یکصد دقیقه‌ای، در تاریخ ۲۷ اکتبر ۱۹۷۹ توسط شرکت نیککاتسو منتشر گردید.